# Брюттелен
Брюттелен (нем. Brüttelen) — коммуна в Швейцарии, в кантоне Берн. 
Входит в состав округа Эрлах. Население составляет 602 человека (на 31 декабря 2006 года). Официальный код — 0491.